# Nothomiza sordida
Nothomiza sordida är en fjärilsart som beskrevs av Warren. Nothomiza sordida ingår i släktet Nothomiza och familjen mätare. Inga underarter finns listade i Catalogue of Life.